# Gregory Pincus
Gregory Goodwin Pincus (* 9. April 1903 in Woodbine, New Jersey; † 22. August 1967 in Boston, Massachusetts) war ein US-amerikanischer Physiologe, der maßgeblich an der Entwicklung der Antibabypille beteiligt war.
Von 1951 bis 1967 hielt Gregory G. Pincus eine Professur in Boston inne. Auf Grundlage der Erkenntnis, dass bei Schwangerschaften eine erhöhte Progesteron-Konzentration den Eisprung (Ovulation) verhindert, leitete er das Prinzip der hormonalen Empfängnisverhütung durch Ovulationshemmer ab.
1939 wurde er in die American Academy of Arts and Sciences gewählt, 1965 in die National Academy of Sciences.

## Schriften
- The hormones (5 Bde., 1948–1964)
- The control of fertility (1965)